# Unter Uns (série télévisée)
Unter Uns (trad. litt. : « Entre nous ») est un soap opera allemand créée par Kay Rolle et Jörg Brückner, et diffusé depuis le 28 novembre 1994 sur RTL.
Ce feuilleton est inédit dans les pays francophones.

## Synopsis
Unter Uns retrace le quotidien de la vie des habitants d'un quartier résidentiel (fictif) de la Schiller Allée à Cologne.

## Distribution

### Aujourd'hui
| Acteur                          | Rôle                          | Episode                   | Début                |
| ------------------------------- | ----------------------------- | ------------------------- | -------------------- |
| Petra Blossey (de)              | Irene Weigel, née Schwarz     | 1–                        | 1994–                |
| Isabell Hertel (de)             | Ute Fink, née Kiefer          | 55–                       | 1995–                |
| Miloš Vuković (de)              | Paco Weigel                   | 1344–                     | 2000–                |
| Ben Ruedinger (de)              | Tilmann « Till » Weigel #2    | 1442–                     | 2000–                |
| Claudelle Deckert (de)          | Eva Wagner                    | 1586–2905 3102–3128 3415– | 2001–2006 2007 2008– |
| Stefan Bockelmann (de)          | Malte Winter                  | 1672–                     | 2001–                |
| Stefan Franz (de)               | Rolf Jäger                    | 1860–4584 4927–5005 5097– | 2002–2013 2014 2015– |
| Kai Noll (de)                   | Rufus Sturm                   | 2037–                     | 2003–                |
| Lars Steinhöfel (de)            | Ingo « Easy » Winter          | 2590–                     | 2005–                |
| Patrick Müller (de)             | Tobias Lassner                | 2985–                     | 2006–                |
| Tabea Heynig (de)               | Britta Schönfeld              | 3762–                     | 2010–                |
| Valea Katharina Scalabrino (de) | Sina Hirschberger, née Uhland | 3820–                     | 2010–                |
| Timothy Boldt (de)              | Richard « Ringo » Beckmann    | 4422–                     | 2012–                |
| Benjamin Heinrich (de)          | Benno « Bambi » Hirschberger  | 4640–                     | 2013–                |
| Ines Kurenbach (de)             | Caroline « Caro » Kasper      | 4916–                     | 2014–                |
| Amrei Haardt (de)               | Jule Kasper                   | 5013–                     | 2015–                |
| Luca Maric (de)                 | Robert Küpper                 | 5017–                     | 2015–                |
| Olivia Burkhart (de)            | Fiona Novak aka Fiona Fischer | 5088–                     | 2015–                |
| Nora Koppen (de)                | Elli Schneider                | 5188–                     | 2015–                |
| Aaron Koszuta (de)              | Valentin Huber                | 5340–                     | 2016–                |

### Anciennes participations
| Acteur                      | Rôle                                 | Début | Fin  |
| --------------------------- | ------------------------------------ | ----- | ---- |
| Milena Dreißig              | Antonia « Toni » Schwarz #1          | 1994  | 1995 |
| Ludwig Hollburg             | Olaf Schwarz                         | 1994  | 1995 |
| Karin Schröder              | Sophie Himmel #1                     | 1994  | 1995 |
| Katja Frenzel-Röhl          | Melanie Hoffmeister                  | 1994  | 1995 |
| Björn Casapietra            | Armin Franke †                       | 1994  | 1996 |
| Sebastian Feicht            | Alexander Albrecht                   | 1994  | 1996 |
| Stephen Dürr                | Tilmann « Till » Weigel #1           | 1994  | 1996 |
| Andreas Köss                | Lars König                           | 1995  | 1997 |
| Alexander Osteroth          | Joachim Albrecht                     | 1994  | 1997 |
| Nina Azizi                  | Antonia « Toni » Schwarz #2          | 1995  | 1997 |
| Beate Wanke                 | Regina Albrecht †                    | 1994  | 1997 |
| Oliver Bootz                | Christian « Chris » Weigel           | 1994  | 1997 |
| Cecilia Kunz                | Corinna Bach                         | 1994  | 1997 |
| Tilmann Schillinger         | Bernd Hoffmeister †                  | 1995  | 1997 |
| Lale Karci                  | Aylin Hoffmeister, née Eray          | 1994  | 1998 |
| Marco Girnth                | Sven Rusinek                         | 1995  | 1998 |
| Tatiani Katrantzi           | Jennifer « Jenny » Turner            | 1994  | 1998 |
| Maurice Karl †              | Sebastian Sandmann #1                | 1997  | 1998 |
| Bodo Frank                  | Marc Albrecht                        | 1994  | 1998 |
| Sebastian Winkler           | Sebastian Sandmann #2                | 1998  | 1999 |
| Ralf Komorr                 | Andreas Sandmann †                   | 1997  | 1999 |
| Verena Zimmermann           | Jessica Falkenberg †                 | 1997  | 1999 |
| Vanessa Glinka              | Alexandra « Alexa » Falkenberg       | 1997  | 1999 |
| Eric Benz                   | Nick Weigel, adoptée, née Neuhaus    | 1997  | 2000 |
| Wolfram Grandezka           | Roman Klingenberg                    | 1998  | 2000 |
| Isabel Florido              | Ilona « Lona Dee » Dertinger         | 1995  | 2000 |
| Arnold Dammann              | Viktor Falkenberg †                  | 1997  | 2000 |
| André Dietz                 | Gregor Sandmann                      | 1997  | 2000 |
| Thorsten Feller             | Kai Fleming                          | 1998  | 2000 |
| Diana Staehly               | Susanne « Sue » Sommerfeld           | 1998  | 2000 |
| Eve Scheer                  | Sarah Foster, née Engel              | 1999  | 2001 |
| Michael Evans               | Thomas « Tom » Foster                | 1997  | 2001 |
| Sylvia Agnes Muc            | Laura Böhme                          | 1994  | 2001 |
| Ole Tillmann                | Jonas Sommerfeld                     | 1999  | 2001 |
| Tobias Licht                | Gideon Kern †                        | 2000  | 2001 |
| Claudia Neidig              | Claudia Falkenberg                   | 1997  | 2001 |
| Wayne Carpendale            | Maximilian « Max » Pfitzer           | 2000  | 2001 |
| Bianca Hein                 | Meike Wagner                         | 2000  | 2002 |
| Christian Kämpfer           | Fabian Rose †                        | 2001  | 2002 |
| Petra Gumpold               | Isabelle « Belle » Rose, née Minz †  | 2001  | 2002 |
| Timo Ben Schöfer            | Stefan Kramer                        | 2000  | 2003 |
| Gabriele Weinspach          | Helena Kramer, née Lasalle           | 2000  | 2004 |
| Mario Kristl                | David Kramer †                       | 2001  | 2003 |
| Sabine Pfeifer              | Pauline Pfitzer                      | 1999  | 2003 |
| Melanie Wichterich          | Viktoria « Vicky » Kramer            | 2000  | 2004 |
| Janis Rattenni              | Anna Weigel #1                       | 1994  | 2004 |
| Finja Martens               | Svenja Lindström                     | 2004  | 2005 |
| Nike Martens                | Romy Sturm #1                        | 2003  | 2005 |
| Tanja Szewczenko            | Katinka « Kati » Ritter †            | 2002  | 2005 |
| Christiane Maybach †        | Margot Weigel, née Himmel †          | 1994  | 2006 |
| Sven Waasner                | René Sturm †                         | 2003  | 2006 |
| Henrike Richters            | Kimberly « Kim » Ritter              | 2004  | 2006 |
| Torben Brinkmann            | Oliver Twist                         | 2005  | 2006 |
| Petra Gumpold               | Dr Ariane Sturm, née Minz            | 2003  | 2006 |
| Annika Peimann              | Lara Martensen †                     | 2006  | 2007 |
| Alexander Sholti            | Björn Winter †                       | 2001  | 2008 |
| Arissa Ferkic               | Silke Seebach                        | 2006  | 2008 |
| Olivia Klemke               | Franziska Gellert                    | 2005  | 2009 |
| Yvonne de Bark              | Dr Pia Lassner                       | 2006  | 2009 |
| Andreas Büngen              | Jan Gräser                           | 2002  | 2009 |
| Sarah Ulrich                | Romy Sturm #2                        | 2005  | 2009 |
| Holger Franke               | Wolfgang Weigel †                    | 1994  | 2009 |
| Jane Hempel                 | Sophie Himmel-Eiler, née Himmel #2   | 2001  | 2009 |
| Anna-Julia Kapfelsperger    | Charlotte Sommer                     | 2008  | 2010 |
| Andreas Zimmermann          | Henning Fink #1                      | 2009  | 2010 |
| Marcel Saibert              | Martin « Mars » Sommer               | 2004  | 2010 |
| Kathleen Fiedler            | Anna Weigel #2                       | 2006  | 2010 |
| Birte Glang                 | Heidi Danne †                        | 2010  | 2011 |
| Imke Brügger                | Rebecca Mattern †                    | 1997  | 2012 |
| Sarah Bogen                 | Lili Mattern                         | 2001  | 2012 |
| Martin Baden                | Nils Hoffmann                        | 2011  | 2012 |
| Ela Paul                    | Sabine « Bine » Kern                 | 2011  | 2012 |
| Mine Voss                   | Suji Wagner #1                       | 2012  | 2013 |
| Laura Maria Heid            | Suji Wagner #2                       | 2013  | 2013 |
| Maximilian Claus            | Erik Hansen                          | 2011  | 2013 |
| Bela Klentze                | Bela Hoffmann                        | 2011  | 2013 |
| Sarah Stork                 | Leonie Weidenfeld #1                 | 2013  | 2013 |
| Anne Apitzsch               | Dr Sonja Beckmann, née Weidenfeld †  | 2012  | 2014 |
| Eric Langner                | Paul Beckmann †                      | 2012  | 2014 |
| Marylu-Saskia Poolman       | Anna Weigel #3                       | 2010  | 2014 |
| Barbara Prakopenka          | Kira Beckmann                        | 2012  | 2014 |
| Svenja Jung                 | Lisa Brück                           | 2014  | 2015 |
| Sarah Hannemann             | Josephine « Joe » Johlke             | 2013  | 2015 |
| Maja Lehrer                 | Kimberley Pötter                     | 2014  | 2015 |
| Joy Lee Juana Abiola-Müller | Michelle « Micki » Lassner, née Fink | 2009  | 2015 |
| Alexander Sholti            | Dr. Sascha Brenner                   | 2013  | 2015 |
| Maria Kempken               | Leonie Weidenfeld #2                 | 2014  | 2015 |
| Marvin Linke                | Moritz Schönfeld                     | 2010  | 2016 |
| Benjamin Kiss               | Henning Fink #2                      | 2010  | 2016 |